# Битка код Схоневелта
Шаблон:Трећи англо-холандски рат
Схоневелт (хол. Schooneveld), морски праг и сидриште за бродове на холандској обали испред ушћа Шелде, где су у Трећем англо-холандском поморском рату вођене две узастопне битке између англо-француске и холандске флоте.

## Ситуација пред битку
1673. године англо-француске оружане снаге опет су се спремале за превоз војске за напад на Холандију који је претходне године био спречен. Холандска флота је била прикупљена у свом обалном подручју, иза плићака код Схоневелта. На тај начин адмирала де Ројтер хтео је да искористи предности које се могу стећи на основу познавања плићака и прилаза међу њима, који противнику нису били познати и због чега би му била ограничена слобода маневрисња. И једној и другој зараћеној страни било је јасно да је искрцавање војске у Холандији немогуће, ако се пре тога не уништи холандска флота. Због тога де Ројтер није дозволио да га англо-францсука флота измами на отворено море, где би се много слабија холандска флота суочила са поразом.
Англо-француска флота јачине 81 линијски брод, 11 фрегата и 34 брандра појавила се 1. јуна 1673. године пред Схоневелтом са намером да уништи холандску флоту и искрца десант на холандску обалу ради садејства с француском армијом. Савезничком флотом командовао је принц Руперт од Рајне, јер је војвода од Јорка, упркос бројним успесима морао да напусти тај положај на темељу новог закона, који је у међувремену изашао у Енглеској, а који је забрањивао католицима да заузимају команде положаје.
Холандска флота јачина 52 линијска брода, 12 фрегата и 25 брандра под командом адмирала Михил де Ројтера дочекала их је иза плићака код Схоневелта.

## Битка
Англо-француска претходница од 35 мањих линијских бродова и фрегата једрећи западним ветром сусрела је 7. јуна око 13:00 часова холандску флоту која је оћекујући напад нагло испловила уз повољан ветар у сусрет претходници и напал је пре него што се англо-француска главнина постројила и притекне јој у помоћ. Принц Руперт од Рајне је одлучио да одмах нападне холандску флоту постепено заузимајући борбену формацију. Оба противника једрила су према северу и водила једночасовну артиљеријску борбу у паралелним курсевима.
Око 14:00 часова када се пристигла главнина англо-француских снага на поприште и када је почела да се осећа премоћ савезника де Ројтер је наредио једновремени окрет према југозападу да се не би сувише удаљио од Схоневелта. Но овај маневар комплетна флота извела тек предвече. У центру су Холанђани пробили савезнички борбрни поредак на више места, тако да је вођена борба у мешавини. Оштрина ове борбе најбоље се показује чињеницом да је адмирал Тромп морао три пута у току дана да мења свој адмиралски брод услед оштећења. Падом мрака борбени додор је био прекинут. Англо-француске снаге су изгубиле два, а Холанђани један линијски брод. Као што је де Ројтер и очекивао, енглески и француски бродови се због свог великог газа нису усуђивали да следе холандске бродове у њима непознате плићаке
Обе флоте су остале усидрене пред Схоневелтом. Холанђани су, међутим, несметано извршили попуну и заменили оштећене бродове. Де Ројтер је 14. јуна, користећи повољан источни ветар, изненада испловио и поново напао савезнике. Борба је почела у поподневним часовима и кулминирала је између 16:00 и 17:00 часова. Енглески и француски бродови избегавали су блиску борбу и слабо су садејствовали повлачећи се ка енглеској обали у намери да покашају да изрше поправке и попуне залихе. После шесточасовне борбе, приближивши се енглеској обали, адмирал де Ројтер је прекинуо додоир и вратио се на сидриште код Схоневелта. Губици у људству и оштећења бродова били су тешки на обе стране. Захваљујући добрим припремама, моралној снази и вештим командовањем, заснованим на одличном познавању и вештом коришћењу прилика у сопственим водама - плићацима, холандска флота је успела да у биткама код Схоневелта спречи инвазију своје земље, упркос савезничкој бројчаној надмоћи.